# Кот внутри
«Кот внутри́» (англ. The Cat Inside) — автобиографическая новелла Уильяма Берроуза. Книга была выпущена в 1986 году издательством Grenfell Press тиражом в 133 экземпляра и иллюстрирована Брайоном Гайсином (эта работа стала последней из числа его иллюстраций к книгам Берроуза — Гайсин умер в 1986 году). На русский язык книга переведена в 1999 году.
В книге Берроуз, известный своей любовью к кошкам, вспоминает о многих кошках, которые жили у него на протяжении всей его жизни. Книга написана в очень печальных тонах; автор говорит о жестокости по отношению к животным, о взаимоотношениях человека и его питомца, завершая книгу словами «Мы — коты внутри. Мы коты, которые не могут гулять сами по себе, и у нас есть только одно пристанище.»

## Факты
- Среди описываемых в тексте котов есть кот по кличке Руски — это имя произошло от названия породы, русская голубая кошка.
- Известной частью текста стал фрагмент, посвящённый жестокому убийству барсука; чтение этого отрывка в исполнении автора вошло на аудиоальбом Берроуза Dead City Radio.
- Гайсин, иллюстратор и соавтор техники cut-up, умерший вскоре после работы над книгой, упоминается в тексте.
- В 1992 году издательство Viking Press переиздало книгу большим тиражом и с другой обложкой.